# Escuela Comercial de Aviación Adcox
La Escuela Comercial de Aviación Adcox (en inglés: Adcox Aviation Trade School) fue fundada en Portland, estado de Oregón, en EE. UU. al final de la década de 1920. Las aeronaves creadas allí fueron proyectos de estudiantes, dentro de ellos se incluyen:
- Adcox 1-A
- Adcox Special
- Adcox Student Prince
- Adcox Cloud Buster

A lo largo de su historia, la organización fue conocida también como Aircraft Builders Corp y First National Flying System.
- Datos: Q4680961
- Multimedia: Adcox Aviation Trade School / Q4680961